# Нилов, Василий Иванович
Васи́лий Ива́нович Ни́лов (9 января 1899, Кумордино, Тверская губерния, Российская империя — 22 октября 1973, Ялта, Крымская область) — советский ученый в области химии винограда и вина (энолог), доктор химических наук с 1934 года профессор с 1971 года.

## Биография
Родился 9 января 1899 года в селе Кумордино Тверского уезда Тверской губернии Российской империи (ныне Калининский район Тверской области России). 1925 году окончил Московскую сельскохозяйственную академию имени К. А. Тимирязева.
Научную деятельность начал в энохимической лаборатории под руководством ученого-винодела М. А. Герасимова в Магараче. Принимал участие в организации агрохимической лаборатории в Никитском ботаническом саду. В 1928 году возглавил там лабораторию биохимии и стал заместителем директора по науке. В этот период закончил аспирантуру и в 1927 году защитил кандидатскую диссертацию «Превращения эфирных масел в растениях».
Работая во Всесоюзном институте растениеводства в Ленинграде, организовал под руководством Н. И. Вавилова лабораторию специфического синтеза в растениях (эфирные масла — алкалоиды — гликозиды — смолы). Принимал участие в организации Научно-исследовательского института эфиромасличных культур в Москве, где некоторое время был заместителем директора по науке. В 1934 году защитил докторскую диссертацию на тему: «Закономерности в химической изменчивости растений». В 1941 году перешел на работу в Всесоюзный научно-исследовательский институт виноделия и виноградарства «Магарач» на должность заместителя директора по науке. С 1964 по 1967 год был заместителем директора Научно-исследовательского института виноделия и виноградарства имени В. Е. Таирова. С 1967 года и до конца жизни заведующий отделом химии виноделия Всесоюзного научно-исследовательского института виноградарства и виноделия «Магарач».
Умер в Ялте 22 октября 1973 года.

## Научная деятельность
Разработал теорию образования тонов окисления вин в результате окислительного дезаминирования аминокислот, а также теорию непрерывного брожения виноградного сусла. Под его руководством изучены процессы, протекающие при производстве вин (токайских, мадеры, белых столовых, хереса) и коньяков . Автор более 100 научных работ, владелец 12 авторских свидетельств на изобретения.
Создал научную школу специалистов в области химии вина, подготовил свыше 40 докторов и кандидатов наук, среди них Валуйко Г. Г., Датунашвили Е. Н., Скурихин И. М., Огородник С. Т., Алмаши К. К., Тюрин С. Г. (непосредственно под руководством В. И. Нилова защитили кандидатские и докторские диссертации 14 человек).